# Linksys WRT
Mit dem Kürzel WRT (Wireless Receiver / Transmitter) kennzeichnet der Hersteller Linksys seine WLAN-Router.
Daran angelehnt führen einige Projekte WRT in ihrem Namen, die alternative quelloffene Firmware für WLAN-Router entwickeln und in der Regel kostenlos zur Verfügung stellen (z. B. DD-WRT, OpenWrt, FreeWRT).